# Danes Hole, Poulnalecka SAC
Danes Hole, Poulnalecka SAC este o arie protejată (arie specială de conservare — SAC, sit de importanță comunitară — SCI) din Irlanda întinsă pe o suprafață de 38,43 ha, integral pe uscat.

## Localizare
Centrul sitului Danes Hole, Poulnalecka SAC este situat la coordonatele 52°47′47″N 8°41′53″W / 52.796334°N 8.698188°V.

## Înființare
Situl Danes Hole, Poulnalecka SAC a fost declarat sit de importanță comunitară în mai 1998 pentru a proteja un număr necunoscut de specii din flora spontană și fauna sălbatică aflate în arealul zonei. Situl a fost protejat și ca arie specială de conservare în februarie 2016.

## Biodiversitate
Situată în ecoregiunea atlantică, aria protejată conține 2 habitate naturale: Peșteri inaccesibile publicului, Păduri de stejar sesil bătrân cu Ilex și Blechnum în Insulele Britanice.
La baza desemnării sitului se află un număr nedeclarat de specii protejate.